# Taḥšî
Taḥšî és un lloc, probablement una ciutat de Fenícia o de la regió del modern Líban, esmentat a les cartes d'Amarna. Al segle xv aC fou dependent d'Egipte, però a finals del segle va intentar la revolta instigada per Shuttarna II de Mitanni, sense èxit.
Ha estat relacionat amb «Taixhet», un terme aparentment sense sentit que apareix diverses vegades en el Llibre dels Salms, que seria en realitat una referència a la tribu de Tàhaix, esmentat al Gènesi. El territori d'aquesta tribu coincidiria amb l'indret conegut com a «Taḥšî» en altres fonts.